# Cinzia Cavazzuti
Cinzia Cavazzuti (Módena, 12 de septiembre de 1973) es una deportista italiana que compitió en judo. Ganó cuatro medallas en el Campeonato Europeo de Judo entre los años 1999 y 2004.

## Palmarés internacional
| Campeonato Europeo | Campeonato Europeo      | Campeonato Europeo | Campeonato Europeo |
| Año                | Lugar                   | Medalla            | Categoría          |
| ------------------ | ----------------------- | ------------------ | ------------------ |
| 1999               | Bratislava (Eslovaquia) | Medalla de bronce  | –57 kg             |
| 2001               | París (Francia)         | Medalla de bronce  | –57 kg             |
| 2002               | Maribor (Eslovenia)     | Medalla de oro     | –57 kg             |
| 2004               | Bucarest (Rumania)      | Medalla de bronce  | –57 kg             |